# 莫特里尔
莫特里尔，是西班牙安达卢西亚自治区格拉纳达省的一个市镇。总面积110平方公里，2001年普查人口總數為51298人，人口密度為每平方公里466人。